# ターミナル・ベロシティ
『ターミナル・ベロシティ』（原題：Terminal Velocity）は、1994年のアメリカ映画。チャーリー・シーンとナスターシャ・キンスキー共演のスカイダイビング・アクション。題名は、自由落下の終端速度の意味である。

## ストーリー
スカイダイビング・インストラクターのディッチは、街中でダイビングを決行するほどの型破りのスカイダイビング狂だった。ある日、ディッチの勤務する施設に自称初心者の女性・クリスが訪れ、「レッスンを受けたい」と申し出る。ダイビング実施の日、ディッチが目を離した隙に、クリスは地上数千メートル上空を飛ぶ飛行機から、ひとりで勝手に飛び降りてしまう。ディッチは必死で落ちていくクリスの後を追い、彼女にパラシュートを開くよう呼びかけるが、彼女は応答せずにそのまま地面に激突する。
ディッチに過失致死の容疑がかけられそうになるが、検事局のピンクウォーターと名乗る男が現れ、不起訴に協力する代わりにクリスの身辺を探るよう取引を持ちかける。ディッチ自身も独力で調査をするようになり現場の砂漠をふたたび訪れると、死んだはずのクリスが姿を現す。クリスは「飛び降りたと見せかけて飛行機の屋根に移動し、別人の遺体を投げ落とした」と明かしたのち、訳がわからないままのディッチを自家用飛行機に乗せ、パラシュートでとある廃工場に降下させる。ディッチはクリスの無線による指示で工場の建物内に潜入する。ディッチは別の潜入者を避けつつ、小さな光ディスクを入手する。ディッチはそのままクリスと離れ離れになる。
ディッチは自身の無罪を証明するためにピンクウォーターと連絡を取り、クリスの生存を報告するとともに、光ディスク受け渡しのためにクリスと待ち合わせた場所に彼を連れて行く。ところがピンクウォーターは姿を消し、代わりに銃で武装した集団が現れ、ディッチとクリスに襲いかかる。2人はたまたまあった未完成のロケットスレッドに乗ってなんとか逃げる。クリスは自身が旧ソ連国家保安委員会（KGB）の元駐米職員であり、ソ連崩壊に伴い失業していたが、ある情報をめぐってロシアン・マフィアから命を狙われ、身を守るために自分を死んだことにしたのだと明かす。ピンクウォーターはクリスの元上司で、今はマフィアの協力者となっていた。
光ディスクには、砂漠に放置された貨物飛行機のありかが記録されていた。2人は飛行機に忍び込む。飛行機の貨物室には旧ソ連政府が準備金として隠した金地金が満載されていた。ピンクウォーターたちはロシアでクーデターを起こす資金にするためにこの金塊を狙っていた。クリスは金塊を守り通すことを決意するが、関わり合いを恐れたディッチは彼女に別れを告げる。
ディッチは財布の中から、クリスが「ディッチは無実」と書かれた紙を持っている姿を収めた写真を発見する。クリスの思いやりをさとったディッチは、思い直してクリスのもとに引き返す。クリスが一味に囚われ、飛行機で飛び立つところに出くわしたディッチは、居合わせた曲芸飛行士のチャックの協力のもと、一味の飛行機に追いつく。ピンクウォーターはクリスを貨物室内の赤いオープンカー（キャデラック・アランテ）のトランクに閉じ込め、オープンカーごとハッチから落とそうとするが、そこへパラシュートを装着したディッチが飛び込み、自らギアをバックに入れてオープンカーを落とす。ディッチはオープンカーが落下する間にトランク内のクリスを救出し、ともに抱き合って地面に降下する。戦いの中で故障した飛行機も不時着し、パラシュートで降下したピンクウォーターがクリスを刺す。怒りが爆発したディッチはピンクウォーターに組みついて予備パラシュートのひもを引き、風力発電所の風車に巻き込んで彼を倒す。
ディッチとクリスはモスクワで勲章を授与される。1980年モスクワオリンピックの出場を断念した元体操選手であるディッチは、誇らしい気分になる。

## 登場人物
ディッチ・ブロディ
演 - チャーリー・シーン
スカイダイビングのインストラクター。本名はリチャード。街中でスカイダイビングをやるなど無茶苦茶な一面があり、警察の厄介になることがあるなど評判が悪いところがあり、一ヶ月で安全基準に12回も違反したことがある。体操選手だった過去があり、モスクワにオリンピックで行ったことがあり、ロシア語が出来る。また、腕っぷしも強く、まだ仲間ではなかった時のレックスに襲われた際には返り討ちにした。
クリス・モロー
演 - ナスターシャ・キンスキー
ロシアKGBの捜査官。本名はクリスタ･モルドヴァ。任務にスカイダイビングの技能が必要だったとは言え、一般人であるディッチに汚名を着せたうえで巻き込んだり、擬装死のためにカレンの死体を利用するなど、手段を選ばない一面がある。
ベン・ピンクウォーター
演 - ジェームズ・ガンドルフィーニ
組織のボス。当初は検察局の人間を装い、ディッチに近づいた。
カー
演 - クリストファー・マクドナルド
ロシアKGBの諜報員だが実態はマフィアの一員でありベンの仲間。唐突な言い回しをするなど、話し方に癖がある。敵対者とは言え、女性をいたぶりながら殺す残忍な性格。
サム
演 - ハンス・R・ハウズ
ジャンクショップ屋の主人。ディッチの知り合い。
レックス
演 - ゲーリー・ブロック
クリスの仲間。ヘリコプターの操縦手も担当している。
ドミニク
カーの仲間。
チャック
演 - ランス・ハワード
曲芸飛行士。
カレン
演 - キャスリン・デ・プラム
クリスのルームメイトでKGBの捜査官。最終的に敗れたとはいえ、二人の男を倒すなど格闘技に長けている。序盤でロシアンマフィアの証拠を見つけたが、事件の難しさに付き合いきれず、下りようとするが、その矢先にカーとドミニクたちに襲撃されて捕まり、拷問の末に命を落とす。なお、彼女の死体は事故死のように装われてそのままにされたが、クリスが擬装死する際の身代わりとなる形で処分された。
マックス
演 - ソフィア・シャイナス
ディッチの知り合い。両側に松葉杖を付いて歩いていたが、何故そうしているのかの詳細は作中では明かされていない。
ジョリーン
演 - マーガレット・コリン
ジャンプセンターの女性職員。ディッチの奇行に呆れながらも親身に接している。
ロボカム
演 - シューリ・マカロー
ジャンプセンターの職員。
ノーブル
パイロット。

## スタッフ
- 監督：デラン・サラフィアン
- 製作総指揮：テッド・フィールド、デヴィッド・トゥーヒー、ロバート・W・コート
- 製作：ロン・ブース、スコット・クルーフ、トム・エンゲルマン
- 脚本：デヴィッド・トゥーヒー
- 撮影：オリヴァー・ウッド
- 美術：デイヴィッド・L・スナイダー（英語版）
- 音楽：ジョエル・マクニーリー
- 主題歌：スティング『ディス・カウボーイ・ソング（英語版）』
- 編集：フランク・J・ユリオステ、ペック・プライアー

## キャスト
| 役名                   | 俳優                         | 日本語吹替                                       | 日本語吹替                                                                |
| 役名                   | 俳優                         | ソフト版                                         | テレビ朝日版                                                              |
| ---------------------- | ---------------------------- | ------------------------------------------------ | ------------------------------------------------------------------------- |
| ディッチ・ブロディ     | チャーリー・シーン           | 山寺宏一                                         | 堀内賢雄                                                                  |
| クリス・モロー         | ナスターシャ・キンスキー     | 島本須美                                         | 田中敦子                                                                  |
| ベン・ピンクウォーター | ジェームズ・ガンドルフィーニ | 池田勝                                           | 池田勝                                                                    |
| カー                   | クリストファー・マクドナルド | 谷口節                                           | 江原正士                                                                  |
| サム                   | ハンス・R・ハウズ            | 宝亀克寿                                         | 藤本譲                                                                    |
| レックス               | ゲーリー・ブロック           | 水野龍司                                         | 仁内建之                                                                  |
| ロボカム               | シューリ・マカロー           | 平田広明                                         | 森川智之                                                                  |
| マックス               | ソフィア・シャイナス         | 篠原恵美                                         | 湯屋敦子                                                                  |
| チャック               | ランス・ハワード             | 小山武宏                                         | 山野史人                                                                  |
| カレン                 | キャスリン・デ・プラム       | 相沢恵子                                         | 勝生真沙子                                                                |
| ジョリーン             | マーガレット・コリン         | 藤生聖子                                         | 塩田朋子                                                                  |
| 役不明又はその他       |                              | 清川元夢 伊藤栄次 佐藤しのぶ 松岡恵美子 伊藤和晃 | 古田信幸 石森達幸 横尾まり さとうあい 秋元羊介 仲野裕 榎本智恵子 乃村健次 |
|                        |                              |                                                  |                                                                           |
| 翻訳                   |                              | 石原千麻                                         | 武満真樹                                                                  |
| 演出                   |                              | 松岡裕紀                                         | 木村絵理子                                                                |
| 調整                   |                              | 金谷和美                                         |                                                                           |
| 録音                   |                              | 金谷和美                                         | オムニバス・ジャパン                                                      |
| 効果                   |                              |                                                  | リレーション                                                              |
| 技術協力               |                              | ビーライン                                       |                                                                           |
| 録音制作               |                              | ACクリエイト                                     |                                                                           |
| 制作監修               |                              | 岡本企美子                                       |                                                                           |
| 制作                   |                              | DISNEY CHARACTER VOICES INTERNATIONAL, INC.      | 東北新社                                                                  |
| 初回放送               |                              |                                                  | 1997年12月7日 『日曜洋画劇場』                                            |